# Peter Hromádka
Peter Hromádka (* 31. května 1970 Trenčín) je český politik a lékař – chirurg, v letech 2014 až 2015 zastupitel města Liberce, nestraník za TOP 09.

## Život
V letech 1988 až 1994 vystudoval Lékařskou fakultu Univerzity Karlovy v Hradci Králové (získal titul MUDr.). Atestace z oboru chirurgie složil v letech 1997 (I. stupeň) a 2003 (II. stupeň). V současnosti se dále vzdělává v postragraduálním doktorském studiu v oboru experimentální chirurgie.
Pracuje jako přednosta Chirurgického centra a primář všeobecné chirurgie v Krajské nemocnici Liberec. Je členem několika odborných společností (Česká chirurgická společnost ČLS JEP, Hrudní sekce České chirurgické společnosti ČLS JEP, Česká lékařská komora). Pracoval i jako expediční lékař při expedicích do Himálají – např. expedice Mount Everest v roce 1996; deset let byl lékařem záchranné služby.
Je autorem mnoha odborných publikací a spoluautorem dvou odborných knih. V letech 1998 až 1999 působil jako externí učitel na Střední zdravotnické škole Liberec Liberec. Peter Hromádka žije v Liberci, konkrétně v místní části Vesec.

## Politické působení
Do politiky vstoupil, když byl jako nestraník za TOP 09 zvolen v komunálních volbách v roce 2014 zastupitelem města Liberce. Na kandidátce byl původně na 5. místě, ale vlivem preferenčních hlasů skončil druhý (strana získala 2 mandáty). Dne 13. května 2015 však na svůj mandát rezignoval, v zastupitelstvu jej nahradil František Gábor.
Ve volbách do Senátu PČR v roce 2016 kandidoval jako nestraník za TOP 09 v obvodu č. 34 – Liberec. Se ziskem 6,46 % hlasů skončil na 4. místě a do druhého kola nepostoupil.